# Friedfisch

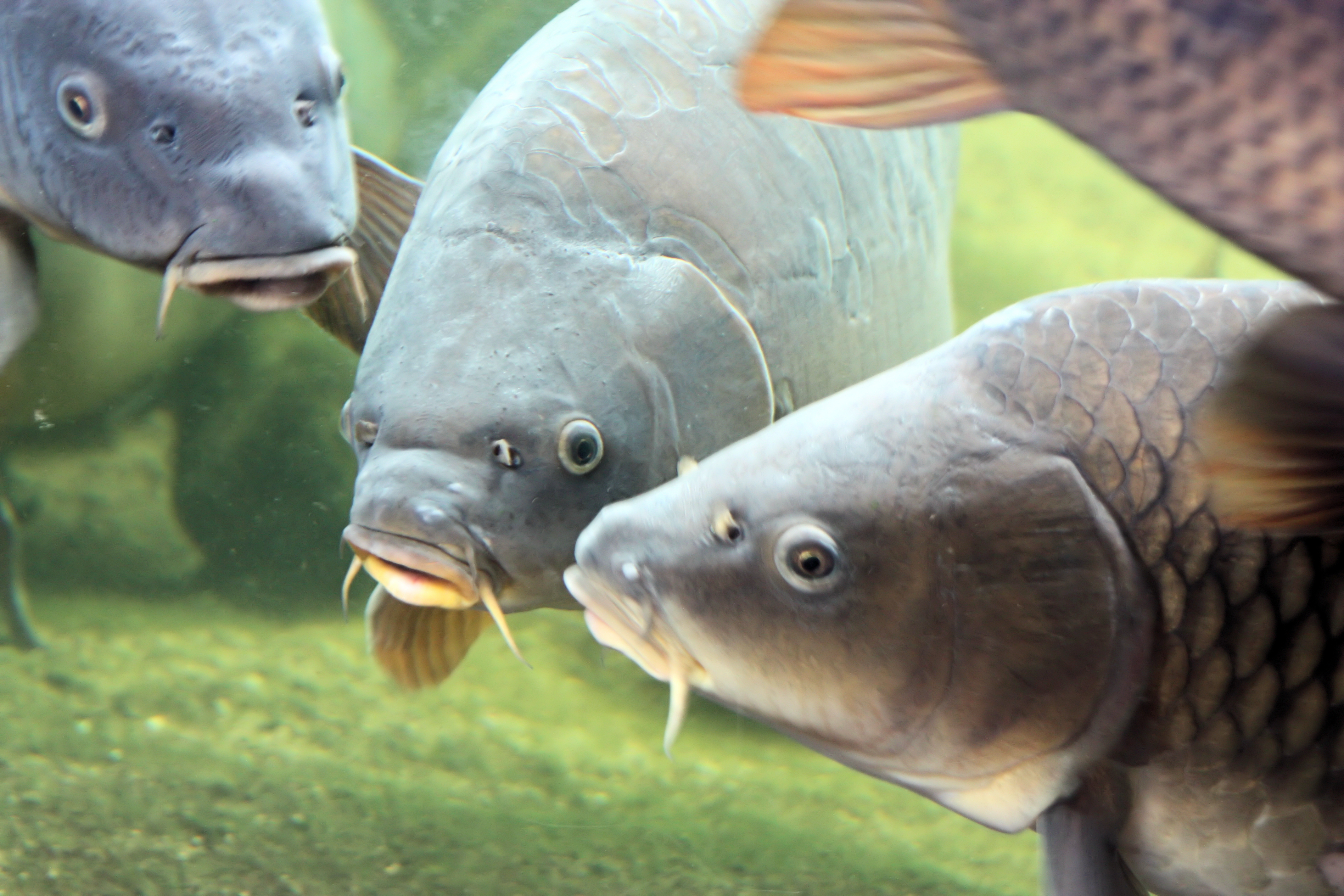
Karpfen, ein typischer Friedfisch

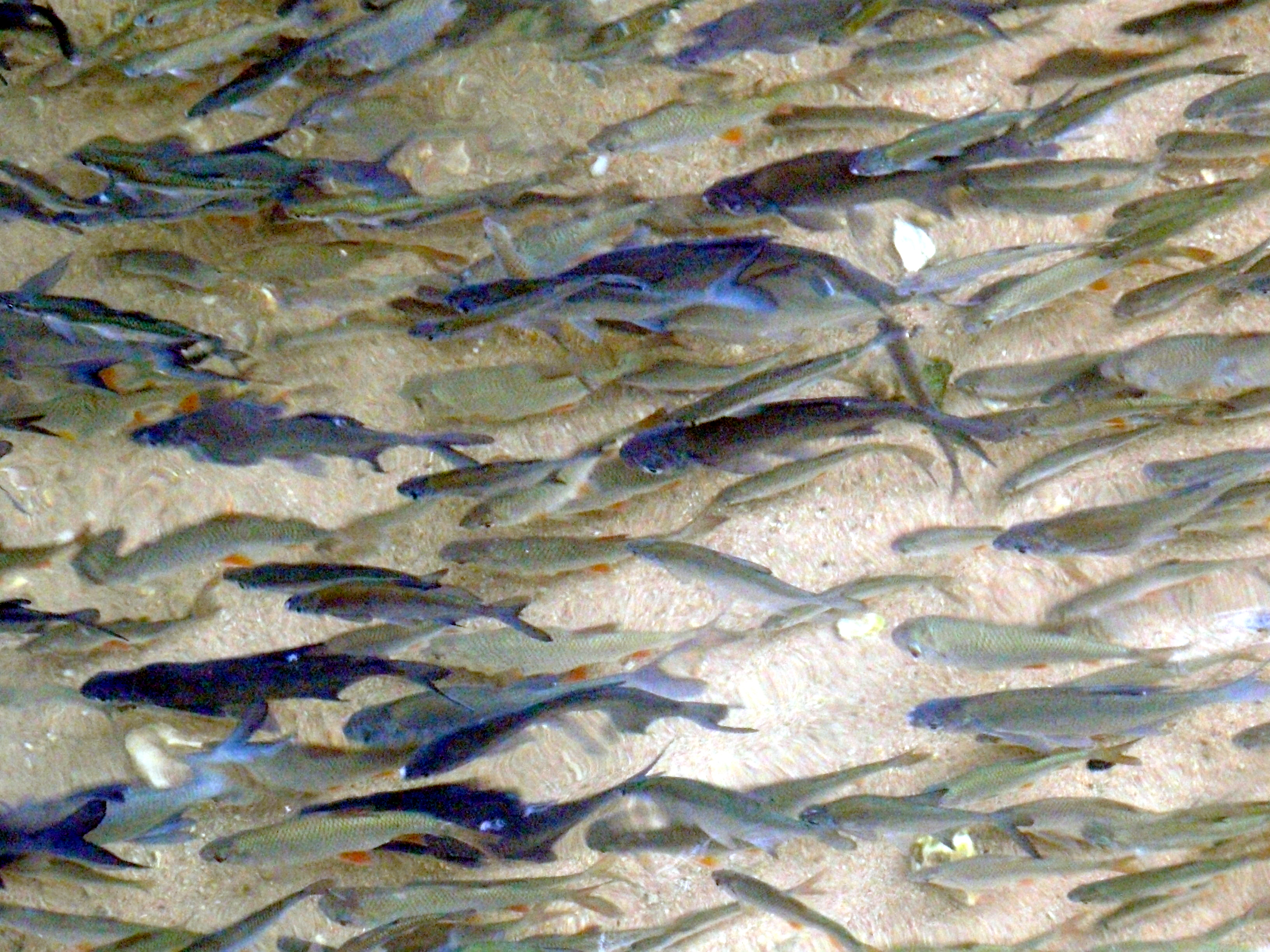
Rotaugen und Brassen im Schwarm

Als Friedfisch bezeichnet man Fischarten, die keine anderen Fische jagen und sich in ihrer natürlichen Umgebung überwiegend von Insektenlarven sowie Schnecken und Würmern am Grund der Seen oder Flüsse ernähren oder Plankton aus dem Wasser filtern. Zu den Friedfischen werden die meisten Weißfische wie Aland, Brassen, Güster, Hasel, Rotauge, Rotfeder und Flussbarbe gerechnet, mit Ausnahme des Rapfens und mit Ausnahme von Allesfressern wie dem Döbel. Vor allem reine Pflanzenfresser wie die Nase zählen dazu.
Der Begriff Friedfisch ist überwiegend in der Sportangelei von Bedeutung, da er die Angelmethode wie Posen- oder Grundangelei (Spezialmethoden wie Boiliefischerei, Feederangeln) bestimmt. Neben Insektenlarven, Schnecken, Würmern und Plankton werden verarbeitete Lebensmittel gefressen. Bei Anglern sind daher Käse, Wurst oder Brot beliebte Köder, mit denen sich eine breite Artenpalette von Friedfischen fangen lassen.
Friedfische werden häufig mit einem mit Aromen und Farb-/Lockstoffen versetzten Futter aus Haferflocken, Biskuit-, Nuss-, Mais- oder Paniermehl an den Angelplatz gelockt.
Zu den Friedfischen zählen beispielsweise der Karpfen und die Schleie. Planktonfresser sind z. B. der Hering und einige Coregonen (Felchen, Renken, Maränen), ein mitteleuropäischer Pflanzenfresser ist die Rotfeder.
Fische, die sich von anderen Fischen ernähren, werden im Gegensatz dazu als Raubfische wie Hechte, Zander, Flussbarsche und Welse bezeichnet.